# Prosopochrysa chusanensis
Prosopochrysa chusanensis är en tvåvingeart som beskrevs av Ouchi 1938. Prosopochrysa chusanensis ingår i släktet Prosopochrysa och familjen vapenflugor. Inga underarter finns listade i Catalogue of Life.